# ایندیان اسپرینگز (مریلند)
ایندیان اسپرینگز (به انگلیسی: Indian Springs) شهری در ایالت مریلند کشور ایالات متحده آمریکا است که جمعیت آن در سرشماری سال ۲۰۱۰ میلادی، ۶۴ نفر بوده‌است.